# Секс убиває (Доктор Хаус)
«Секс вбиває» (англ. Sex Kills)  — чотирнадцята серія другого сезону американського телесеріалу «Доктор Хаус». Прем'єра епізоду проходила на каналі FOX 7 березня 2006. Доктор Хаус і його команда мають врятувати 65-річного чоловіка, отримавши серце для пересадки.

## Сюжет
Після гри в брідж з дочкою Генрі втрачає свідомість, але отямившись не пам'ятає, що з ним трапилось хвилину тому. Лікарі вважають, що у нього рак, але команда Хауса думає, що у нього інфекція, яка передалась статевим шляхом. В присутності дочки Генрі не каже проте секс, але як тільки вона вийшла той розповів, що у нього був секс з нього колишньою дружиною з якою він зустрівся в церкві на вечері італійського сиру. Незабаром в нього починається кашель з кров'ю, що говорить проте, що у Генрі не венерична хвороба. Через деякий час Хаус розуміє, що у Генрі бруцельоз, який виник через прийняття антациду від кислотного рефлюксу. Але з часом, коли у Генрі зупинилось серце, команда Хауса зрозуміла, що бруцельоз у тяжкій формі. Генрі потрібна пересадка серця, проте через вік комісія відмовляє йому. Команда намагається «поцупити серце» у нещодавно померлих людей, які знаходяться в лікарні.
Найкращим донором є Лора, яка недавно потрапила в аварію, але її чоловік проти пересадки. Після тривалого переконання він дозволяє віддати серце Генрі. Проте є ще одна проблема, перед аварією у Лори був жар, що вказує на інфекцію. Хаус і його команда мають вилікувати мертву жінку, щоб віддати її серце Генрі. Форман пропонує версію гепатиту, але тест не підтверджує його. Згодом Хаус здогадується, що це зараження амебами. Лікування почате, але вона не «покращило стан пацієнтки». Ще одна можлива версія — токсини. Хаус разом з чоловіком Лори перевіряють їх будинок і знаходять пігулки для схуднення і фарбу для волосся про які чоловік нічого не знав. Але пігулки все одно не викликають підвищення температури. Кемерон приносить до лікарні фотографії, які знайшла на робочому місці Лори в школі. Фотографії вказують на те, що у Лори з одним із школярів були статеві стосунки. Кемерон бере кров, щоб перевірити гонорею. Аналіз позитивний. Через чотири години лікування у жінки зникне гонорея і можна буде робити пересадку. Але Генрі в комі і пересадку потрібно робити терміново, з великим шансом на те, що у нього буде гонорея. По дорозі до хірургічного відділення чоловік Лори питає у Хауса, що було з нього дружиною. Хаус каже йому, що у неї був амебіоз. Після пересадки Кемерон вирішує сказати чоловіку правду, але той каже, що знав про це. Він зрадив її і підчепив гонорею, яка передалась Лорі.
В кінці серії до дверей квартири стукають. Відчинивши їх Хаус бачить Вілсона з валізою. Він просить пожити у нього деякий час, тому що його дружина зрадила йому.